# انتخابات البرلمان العراقي كانون الثاني 2005
أجريت انتخابات الجمعية الوطنية في 30 كانون الثاني/يناير 2005 وكانت أول اقتراع في العراق بعد اسقاط حكومة صدام حسين لانتخاب الجمعية الوطنية الانتقالية أو البرلمان المؤقت والذي سيقوم بمهمة كتابة الدستور.
حيث صوت العراقيون لاختيار 275 عضوا في الجمعية الوطنية الانتقالية (مجلس النواب العراقي المؤقت). ومن الجدير بالذكر أنه بالإضافة إلى انتخاب البرلمان المؤقت تمت في الانتخابات الأولى الاقتراع على المجالس البلدية لمحافظات العراق 18 والاقتراع على المجلس الوطني الكردستاني الذي هو بمثابة برلمان إقليم كردستان في شمال العراق.
تم اعتبار العراق في هذه الانتخابات دائرة انتخابية واحدة. وقدمت الأحزاب السياسية قوائم بأسماء مرشحيها. الذين يجب أن يكونوا في الثلاثين من عمرهم على الأقل بالإضافة إلى ضرورة وجود مرشحة من السيدات بين كل ثلاثة مرشحين. ولم يتم السماح للأحزاب أو الجماعات التي لها أجنحة مسلحة بخوض الانتخابات. كما لم يتم السماح لأفراد القوات المسلحة أو الأعضاء البارزين السابقين في حزب البعث العربي الاشتراكي بخوض الانتخابات.
تمت توزيع المقاعد عن طريق التمثيل النسبي، أي أن كل حزب أو جماعة سياسية ستحصل على مقاعد في الجمعية الوطنية تماثل نسبيا عدد الأصوات التي حصلت عليه.
كانت المهمة الرئيسية للبرلمان المؤقت التي تم انتخابه هو انتخاب مجلسا للرئاسة مكونا من رئيس للبلاد ونائبين له حيث قام الثلاثة باختيار رئيس الوزراء الذي سيقوم بتشكيل الوزارة، تم اختيار جلال طالباني رئيسا للعراق مع غازي مشعل عجيل الياور وعادل عبد المهدي كنائبين له وقاموا بدورهم باختيار إبراهيم الجعفري كرئيس للوزراء وسميت هذه الحكومة بالحكومة العراقية الانتقالية.
لتوفير الأجواء الأمنية المناسبة لنجاح الانتخابات قام الجيش الأمريكي بزيادة عدد أفراده من 135 ألفا إلى 150 ألفا، لكن ترك الجزء الأكبر من مهمة تأمين مراكز الاقتراع لقوات الأمن العراقية، التي لا تزال الشكوك تحيط بقدراته وأغلقت الحدود العراقية لمدة ثلاثة أيام خلال أيام الانتخابات، في محاولة لمنع تسلل المسلحين. ولم يسمح للسيارات التي لا تحمل تراخيص بالسير في الشوارع خلال تلك الفترة.
وقد أدى انعدام الأمن إلى إحجام الكثير من الناخبين في أربعة من محافظات العراق، والتي تضم نحو ربع سكان البلاد، من التصويت وشملت تلك الأقاليم مدينتين من بين أكبر ثلاث مدن عراقية وهما محافظة بغداد ومحافظة نينوى، إلى جانب مدينتي الفلوجة وتكريت ذات الأغلبية السنية وشهد الانتخابات انقساما في التصويت، حيث كان هناك إقبال كبير في المناطق الشيعية والكردية وانخفاض كبير في المناطق السنية وقد قاطع السنة، الذين يمثلون نحو 40% من سكان العراق، الانتخابات أو وجدوا صعوبة في التصويت بسبب أعمال العنف التي تؤثر بشكل كبير على مناطقهم.
شارك العراقيون في الخارج أيضا بالتصويت حيث أقام مكتب الهجرة الدولي مراكز للتصويت في 14 دولة تضم جاليات عراقية كبيرة العدد. وسجل ما يزيد 280 ألف عراقي في الخارج اسمه في سجلات التصويت، وهو ما يقترب من ربع عدد من يحق له المشاركة في الانتخابات، وتعين على كل من أراد التصويت في الخارج اثبات إنه عراقي ولد قبل 31 ديسمبر/ كانون الأول 1986.
حصلت بعض المشاكل أثناء الانتخابات حيث أكدت المفوضية الانتخابات في العر اق أن أكثر من 15 ألف ناخب في محافظة نينوى، في شمال العراق، لم يتمكنوا من الإدلاء بأصواتهم وان عددا من مراكز الاقتراع لم يفتح في بلدة برطلة شرقي الموصل لأن الموظفين لم يحضروا إليها، وتحدث المسؤولون عن وقوع تلاعب في نحو 40 صندوق اقتراع، وأشاروا إلى نهب عدد من مراكز الاقتراع من قبل مسلحين وسرقة قسائم اقتراع وترهيب عاملين في بعض مراكز الاقتراع. لكنهم لم يوضحوا عدد الناخبين الذين تأثروا في هذه الحوادث.
قدمت المفوضية العليا للانتخابات في العراق التقديرات التالية قبل الانتخابات:
عدد نفوس العراق هو بحدود 27 مليون نسمة.
عدد العراقيين الذين يحق لهم التصويت هو 14,2 مليون ناخب.
عدد الكيانات السياسية المشاركة في الانتخابات هو 223 كيانا.
عدد الائتلافات السياسية المشاركة هو 35 ائتلافا.
عدد المرشحين المستقلين المشاركين هو 48 مرشحا.
عدد المرشحين للانتخابات الثلاث في عموم العراق هو حوالي 17 ألف مرشح منهم 7,761 للجمعية الوطنية الانتقالية (مجلس النواب العراقي).
عدد مقاعد الجمعية الوطنية هو 275 مقعد وعدد مقاعد المجلس البلدي في محافظة بغداد هو 51 مقعدا وعدد مقاعد المجلس البلدي في كل محافظة هو 41 مقعدا وعدد مقاعد الجمعية الوطنية لكردستان هو 111 مقعد.
عدد المراكز الانتخابية في عموم العراق هو 5578 مركزا.
عدد المراكز الانتخابية خارج العراق هو 75 مركزا في 14 دولة هي أستراليا، وكندا، والدانمارك، وفرنسا، وألمانيا، وإيران، والأردن، وهولندا، والسويد، وسوريا، وتركيا، ودولة الإمارات العربية المتحدة، وبريطانيا، والولايات المتحدة.
عدد العراقيين الذين يحق لهم المشاركة في الانتخابات خارج العراق هو مليون و250 الف شخص من اصل 2,350,370 عراقي حسب تقديرات منظمة الهجرة الدولية.
عدد المحافظات في العراق هو 18 محافظة. وان عدد الذين يحق لهم الانتخاب في العاصمة بغداد هو 3,7 مليون نسمة.
عدد الأنظمة التي تبنتها المفوضية لتنظيم الانتخابات بلغ 17 نظاما تناولت العديد من المواضيع التي مجمل سير العملية الانتخابية بدءا من التسجيل وحتى فرز الأصوات وإعلان النتائج النهائية.
من أبرز القوائم التي شاركت بالانتخابات:
- قائمة التحالف الكردستاني 130 وضمت 75 اسمأ على راسهم جلال طالباني
- قائمة الائتلاف العراقي الموحد 169 وضمت 140 اسما على راسهم عبد العزيز الحكيم
- قائمة عراقيون 255 وضمت 5 أسماء على راسهم غازي مشعل عجيل الياور
- القائمة العراقية 285 وضمت 40 اسما على راسهم إياد علاوي

علما أن كل قائمة كانت تحمل رقما معينا بالإضافة إلى اسم القائمة
وقد حصلت قائمة الائتلاف العراقي الموحد على أغلبية الأصوات بنسبة% 48 تقريبا حيث لم تكن هذه الأغلبية كافية لتشكيل الحكومة مما حدى بالقائمة إلى التحالف مع قائمة التحالف الكردستاني.